# Studenthuset, Stockholms universitet

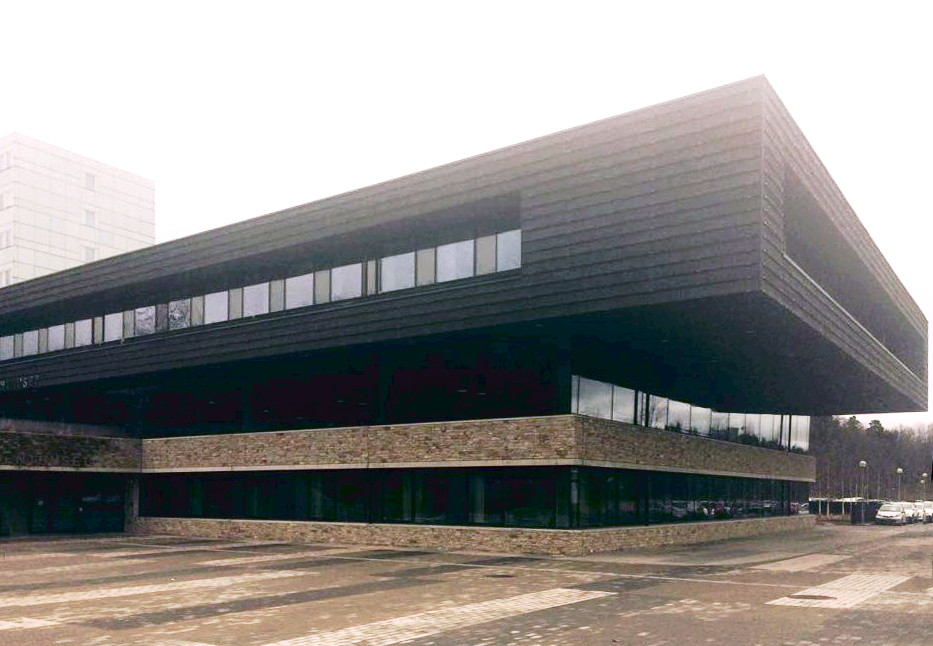
Studenthuset

Studenthuset på Stockholms universitetsområde, Frescati, är ett samlingshus för studentnära verksamheter beläget i anslutning till Södra huset. Byggnaden ritades av Erséus Arkitekter vilka vann den av Akademiska Hus utlysta tävlingen om ett nytt kårhus och sydlig entré till universitetsområdet. Byggnadsprocessen påbörjades hösten 2011 och färdigställdes sommaren 2013.
Byggnaden består av de två husen Alfa och Beta vilka tillsammans upptar en yta på 6 400 m2 fördelat över fyra våningsplan. Studenthuset innehåller Studentkårens (SUS) lokaler, studentinformation, studievägledning, publika mötes- och samlinglokaler, ett cafè samt studieplatser och matrum för studenterna.
Utvändigt karakteriseras byggnaden av tre horisontella element, en sockelvåning i sten, ett mellanliggande plan helt i glas och det tredje en träfasad. Det översta elementet sticker ut från byggnadskroppen och ger byggnaden ett flygel-liknande utseende. 
Stommen utgörs av prefabricerad betong och stål och hålls upp med bärande pelare vilket tillåter det mellanliggande planets fönsterband.
Under byggnadsprocessen har miljövänlighet varit i fokus vilket gjort Studenthuset till en av de mest energieffektiva byggnaderna i Akademiska Hus fastighetsbestånd samt givit det miljöbyggnadscertifiering nivå silver.
AIX Arkitekter har inrett byggnaden som nu har en inredning i kraftig färgskala som spelar med husets kulörer som bakgrund. Inredningen bidrar till en god akustisk miljö. Byggnaden har också en avancerad inomhusbelysning som med hjälp av fiberoptik fångar och koncentrerar solens strålar, för att sedan ledas direkt till ljuskällor inomhus.